# Rivoluzione solare

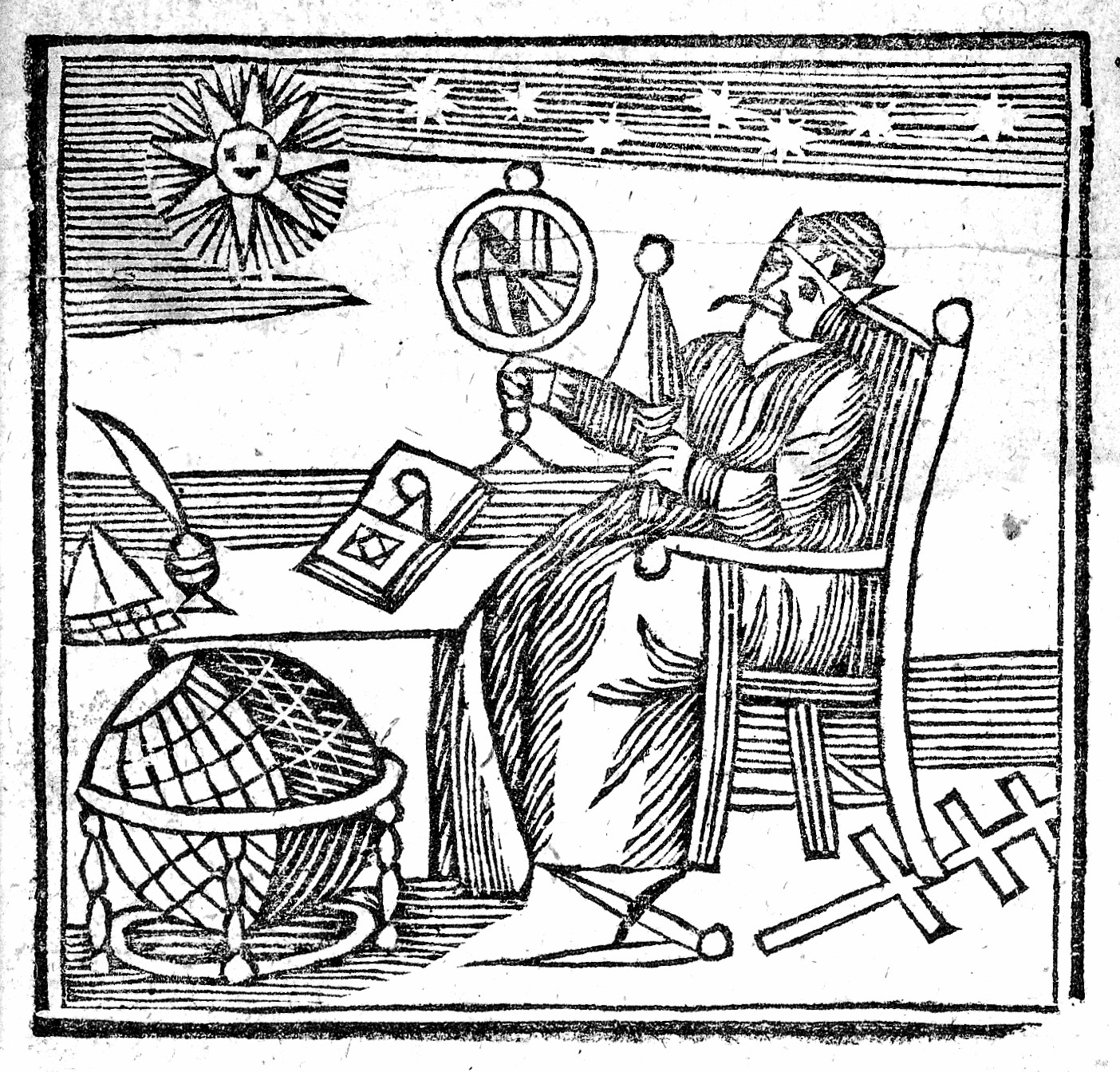
Un astrologo intento a studiare la posizione del Sole rispetto alle stelle.

La rivoluzione solare è una tecnica astrologica per formulare giudizi previsionali sul futuro di un individuo al compimento di ogni suo anno d'età.

## Il tema
(Abu Ma'shar, Le rivoluzioni delle natività, libro primo, § 1.1 )
Il tema di rivoluzione solare si redige annualmente per il giorno in cui il Sole si trova alla stessa posizione, nel suo percorso sull'eclittica, che occupava nel tema di nascita, cioè per il cosiddetto «compleanno astrologico» (o solare), sebbene questa posizione possa differire di pochi gradi rispetto a quella in cui si trovi nel compleanno effettivo, cadendo talora un giorno prima o un giorno dopo.
Questa differenza è dovuta alla diversa durata dell'anno solare (lungo circa 365 giorni, 5 ore, 48 minuti) rispetto all'anno civile (di 365 giorni precisi, o 366 per quelli bisestili). Storicamente si prendeva poi in considerazione l'anno siderale, della durata di 365 giorni, 6 ore e 12 minuti, prima che Masha'allah effettuasse la transizione all'anno tropico o solare.
Il tema di rivoluzione solare ha quindi una valenza esclusivamente annuale, perché consente di ottenere una sorta di carta natale valida per i successivi dodici mesi, che potrà essere armonica o disarmonica in base all'aspetto che assumono i pianeti in quel momento.
Poiché in tal modo si viene a creare un nuovo ascendente, chiamato «ascendente di rivoluzione», vi sono pareri discordanti in merito al luogo in cui questo tema debba essere eretto, se per il luogo di nascita oppure, secondo altri, per quello in cui il soggetto si trovi al momento del compleanno solare.

### Rivoluzione solare mirata
Questa seconda scuola di pensiero, facente capo soprattutto a Jean-Baptiste Morin e che soppiantò quella tradizionale ellenistica di Doroteo, approda anche al concetto di «rivoluzione solare mirata», stabilendo cioè la possibilità di trascorrere il proprio compleanno astrologico in questa o quell'altra località al fine di sfruttare al massimo, grazie alla variazione della domificazione planetaria, gli aspetti positivi del tema e di ridurre al minimo quelli negativi.

### Calcolo dei transiti planetari
Se l'oroscopo della rivoluzione solare ambisce a formulare una previsione annuale in termini generali, è anche possibile calcolare i transiti dei pianeti in un determinato momento dell'anno di età preso in considerazione rispetto alla loro posizione nel compleanno, per conoscere in dettaglio specifici elementi rilevanti di quel periodo. In particolare ai pianeti veloci è attribuita la capacità di provocare degli eventi.